# Авантюристка
«Авантюристка» (англ. An Adventuress) — американська драма режисера Фреда Дж. Белшофера 1920 року.

## Сюжет
«Острів кохання» яким керує божевільний герцог, переживає сум'яття. Селяни планують заколот, в якому двоє приятелів, у тому числі Кліффорд, планують скинути корумпованого герцога.
Кліффорд запрошує свого друга Жака на допомогу, хоча Жак проводить більшу частину часу зі своєю коханою Ванетт. Тим часом, за планом, Кліффорд одягається як жінка. Після тривалого хаосу все налагоджується, і він повертається до Америки цілим і здоровим.

## У ролях
- Джуліан Елтінж  — Кліффорд Таунсенд
- Фредерік Ко Верт  — Лин Брук
- Вільям Кліффорд — Дік Сейр
- Лео Вайт  — принц Гельбер
- Вірджинія Рейпп  — Ванетт
- Рудольф Валентіно — Жак Радені
- Стентон Гек — великий князь Небо
- Чарльз Міллсфілд  — Пом Пом
- Альма Френсіс — Юніс
- Лідія Нотт — мати Кліффорда Таунсенда
- Френк Бонд
- Фонтейн Ла Ру
- Вільям Пірсон
- Фредерік Гек